# Allégorie de la République
Pour les articles homonymes, voir Statue de la République.
 (décembre 2018).
- Si vous ne connaissez pas le sujet, laissez ce bandeau (vous pouvez alors contacter les auteurs).
- Si vous supprimez le contenu mis en cause (vous pouvez préalablement contacter les auteurs),

argumentez précisément cette suppression dans la page de discussion
(un manque de référence n'est pas un argument ; une recherche réelle de référence doit avoir été effectuée, être formellement documentée).

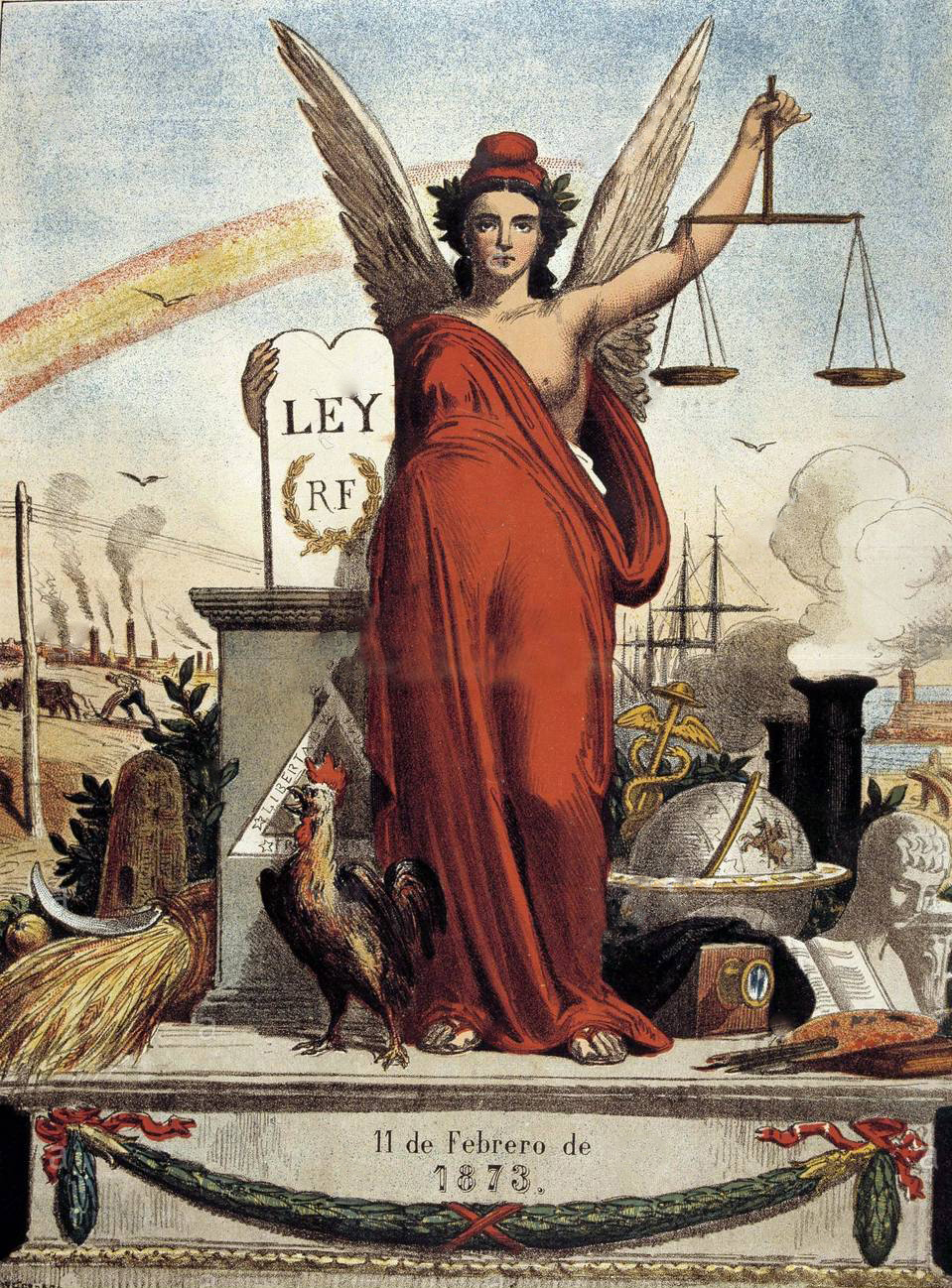
Allégorie pour la proclamation de la Première République espagnole, 1873.

Une allégorie de la République est une représentation allégorique du régime républicain.

## Généralités
Le régime républicain a développé une iconographie propre, par exemple en France ou en Italie, souvent d'inspiration maçonnique, afin de faire pièce à la symbolique de la royauté.
L'allégorie de la République en particulier est une représentation féminine du régime, parée d'attributs symboliques : faisceau de licteur, équerre, fil à plomb, etc. dont existent plusieurs variantes.

## Exemples

### Cuba
- La Havane : La Estatua de la República, Angelo Zanelli (El Capitolio)

### États-Unis
- Chicago : Statue de la République, Henry Bacon (1918, Jackson Park ; reproduction au tiers d'une statue de Daniel Chester French de 1893)

### France
Parmi les sculptures allégoriques représentant la République en France :
- Agde : À la gloire de la République, Jacques Villeneuve (1909, place du 18-Juin ; fondue en 1941, la statue est réalisée à nouveau en 1995 par Jean-Loup Bouvier)
- Bordeaux : monument aux Girondins, Achille Dumilatre (1900, place des Quinconces)
- Die : La République (1889, place de la République)
- Lyon : Allégorie de la République, Émile Peynot (1894, place Carnot)
- Paris :
  - La République, Jean-François Soitoux (1848, quai Malaquais ; première représentation officielle de la République en France, commandée par le gouvernement de la Deuxième République
  - Monument à la République, Léopold Morice (1883, place de la République)
  - Le Triomphe de la République, Jules Dalou (1889, place de la Nation)
  - Buste de la République (square Ferdinand-Brunot)
- Pézenas : La République brandissant les Droits de l'Homme, Charles-Romain Capellaro (1887, cours jean-Jaurès)

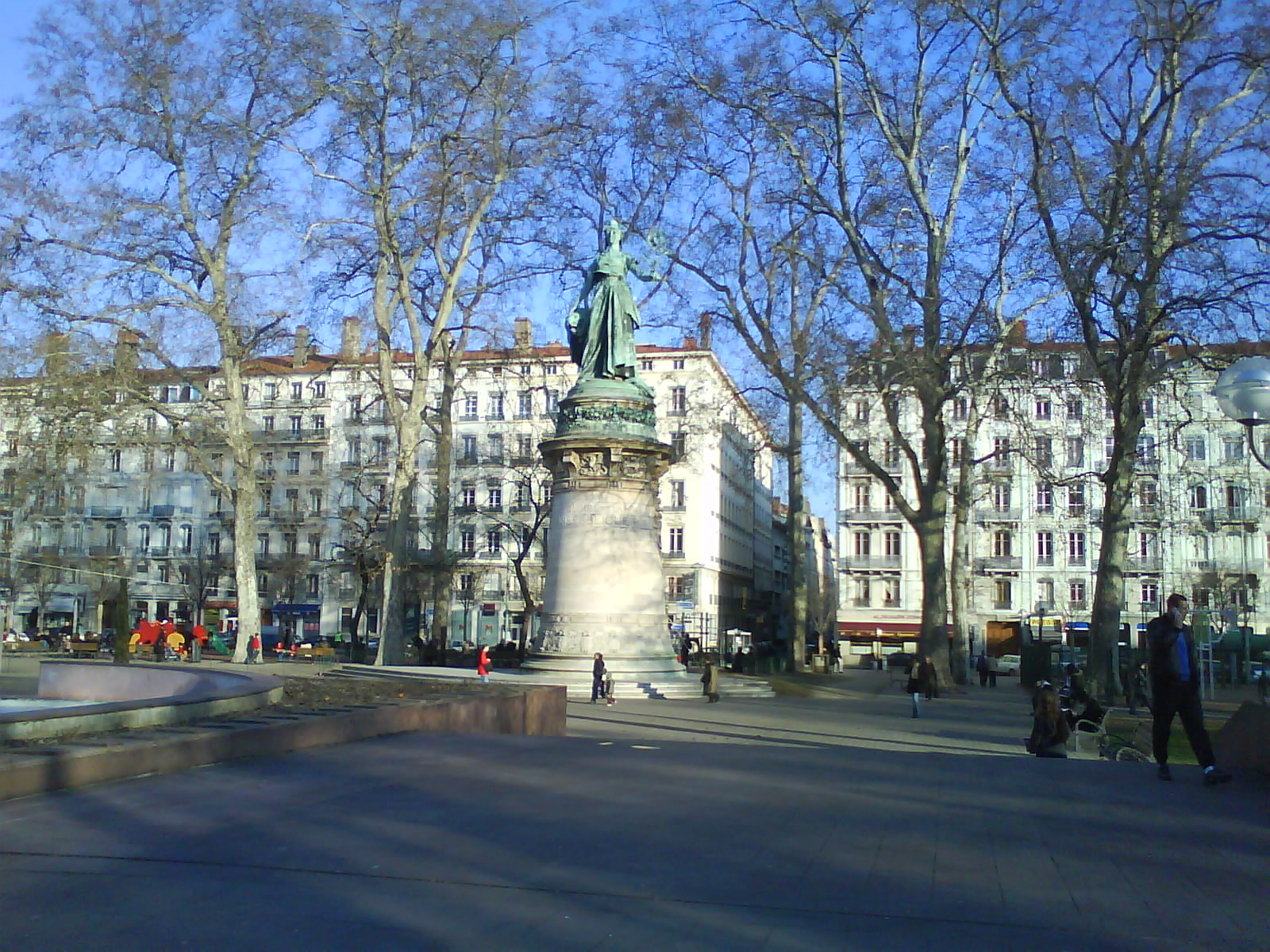
Allégorie de la République, Émile Peynot, place Carnot, Lyon
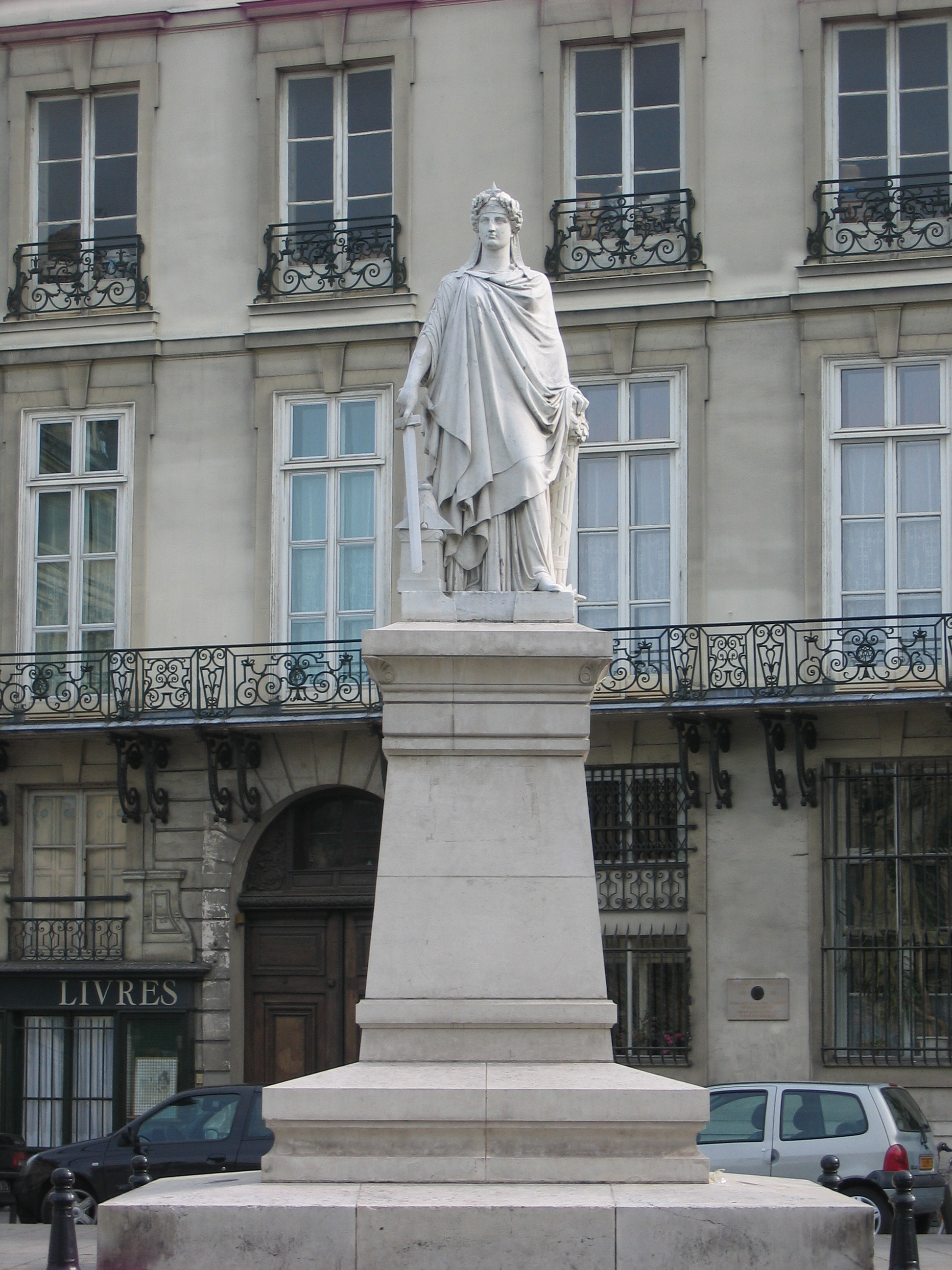
La République, Jean-François Soitoux, quai Malaquais, Paris
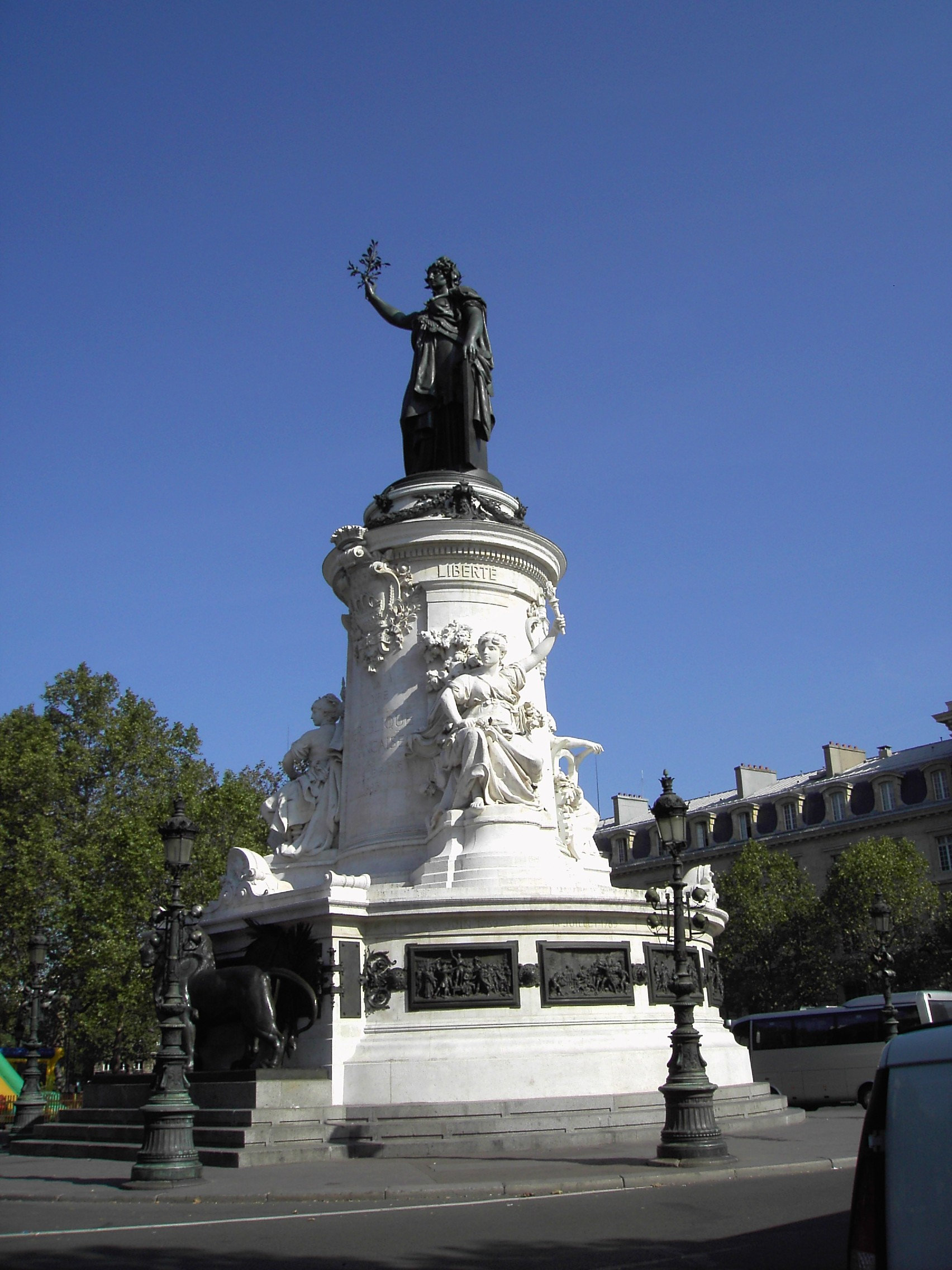
Monument à la République, Léopold Morice, place de la République, Paris
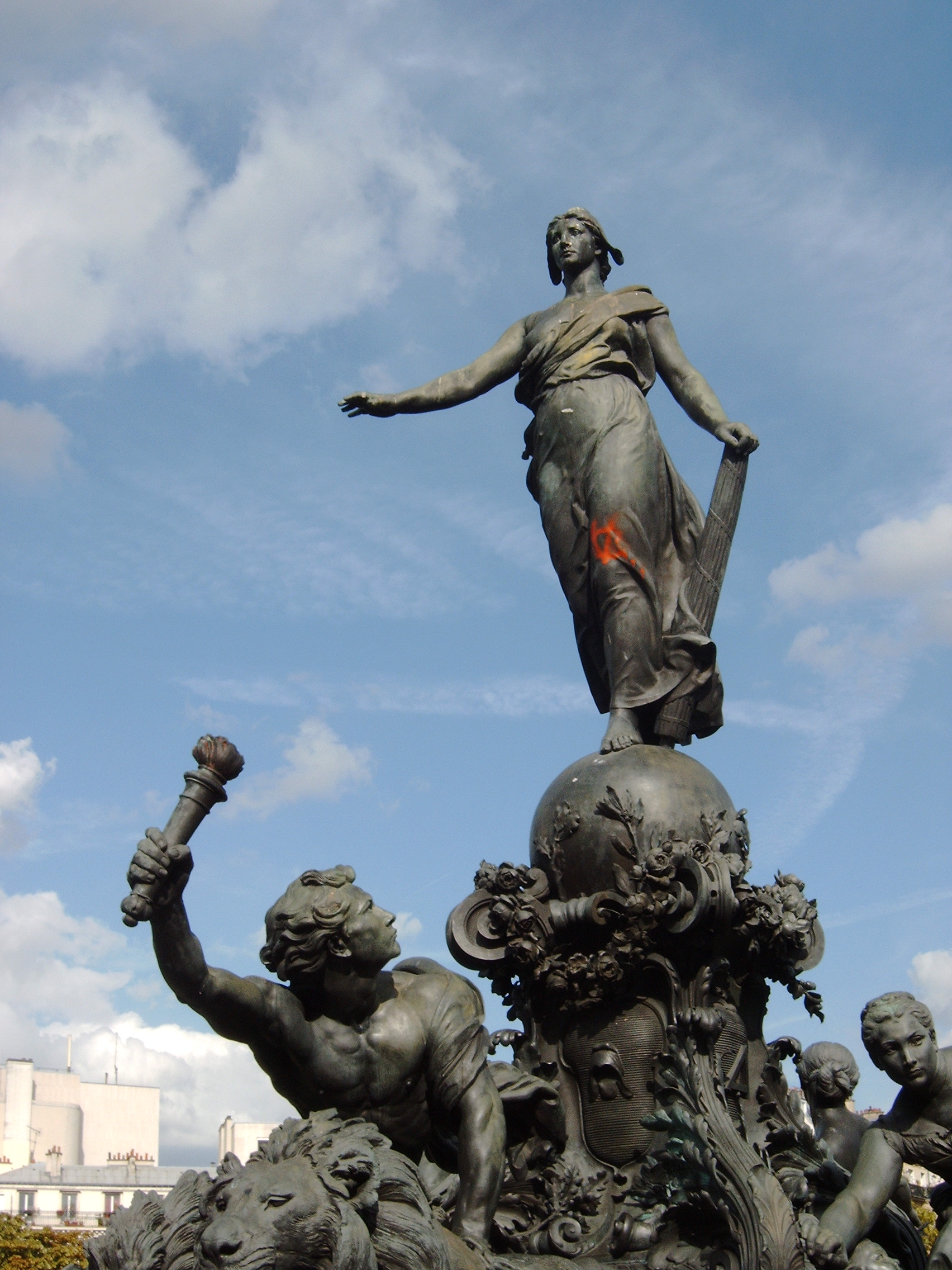
Le Triomphe de la République, Jules Dalou, place de la Nation, Paris